# Staff (matériau)
Pour les articles homonymes, voir Staff.

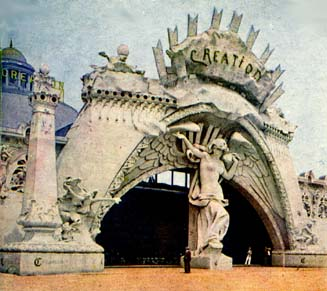
La façade en staff d'une salle d'exposition de l'Exposition universelle de 1904.

Le staff est un matériau de construction préfabriqué à base de plâtre armé de fibres.

## Histoire
Pour restaurer les appartements détruits pendant la Révolution française, les décorateurs se tournent vers des matériaux moins coûteux que le stuc, la plâtrerie et le carton-pierre. C'est à cette époque qu'apparaît la première corniche préfabriquée en plâtre armé d'une toile de jute. Ce matériau, appelé staff est inventé par Eugène-Denis Arondelle qui dépose un brevet en 1856 et Alexandre Desachy qui dépose de même un brevet le 2 décembre 1861 réalisant ainsi de nombreux décors en staff pour les résidences de l'empereur Napoléon III. L'emploi du staff se développe alors rapidement jusqu'à atteindre son apogée à la Belle Époque (fin XIXe siècle et début XXe siècle).
Le mot « staff » dériverait de l'allemand staffieren (« garnir », « orner ») ou du français ancien estofer (« étoffe »).
La profession de staffeur fait partie des métiers d'art.

### Utilisation

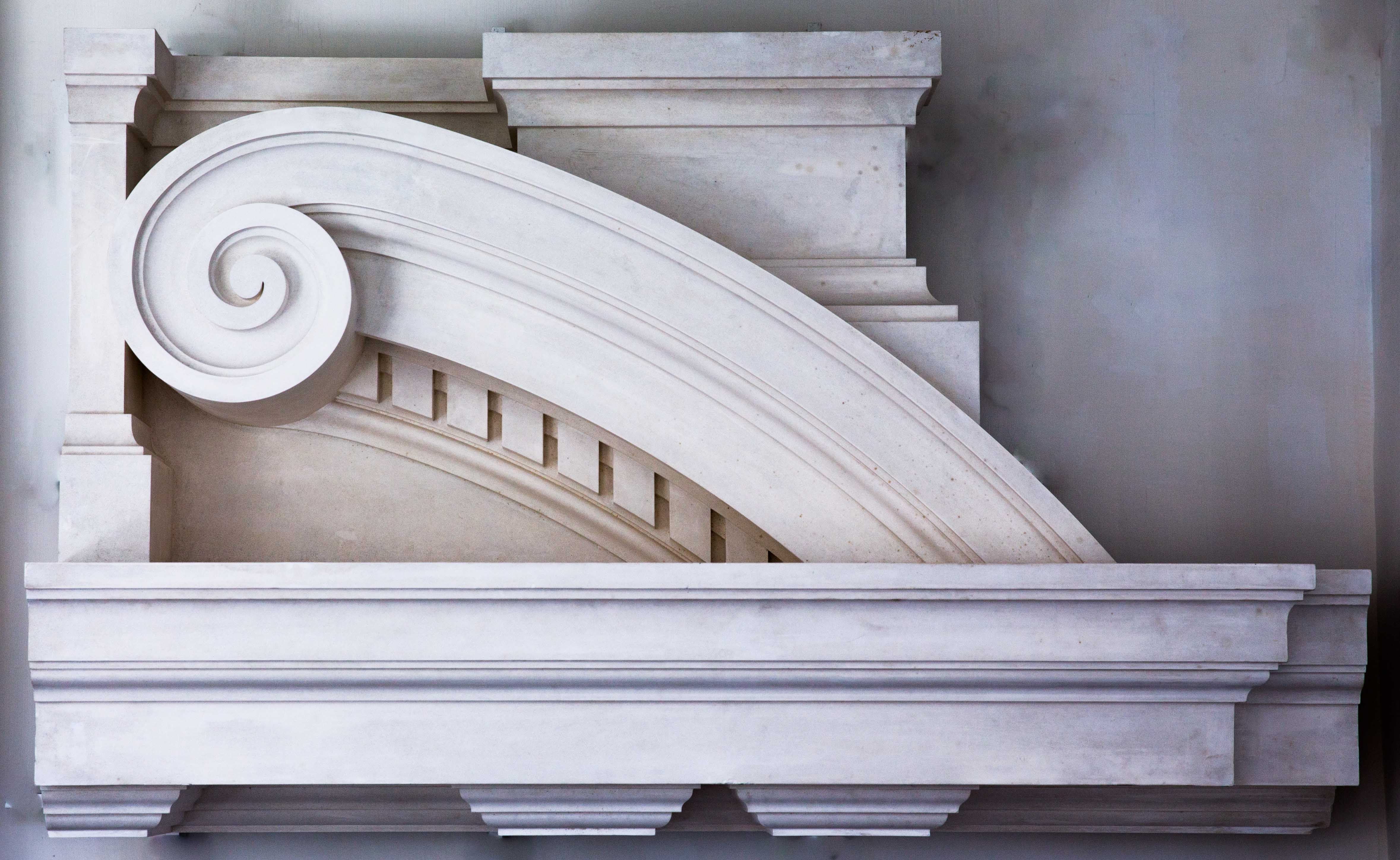
Demi-fronton brisé à volute à l'échelle grandeur réalisé en staff exposé au Musée du plâtre de Cormeilles-en-Parisis.

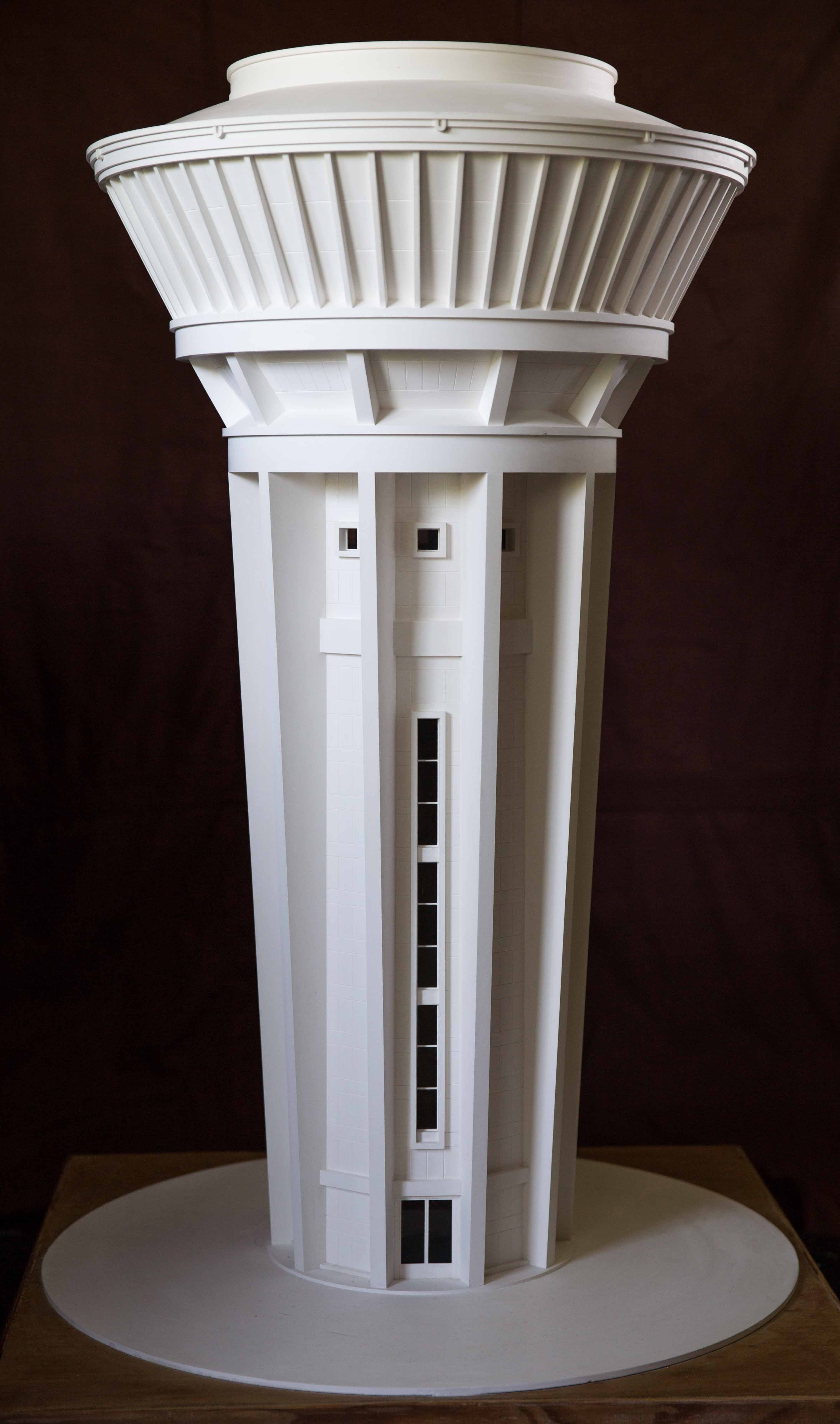
Maquette du château d'eau de Saclay à l'échelle 3 cm pour 1 mètre (0,03 pm) exposée au musée du plâtre de Cormeilles-en-Parisis.

Le staff est notamment utilisé dans la restauration et le neuf.
- d'éléments d'architecture de l'histoire de l'art, par exemple :
  - d'un demi-fronton brisé à volute, échelle grandeur, exposé au musée du plâtre[5] à Cormeilles-en-Parisis
  - d'ornements  architecturaux[6]
  - de surfaces planes
  - dans le moulage statuaire, comme dans les ateliers de moulage du musée du Louvre à Saint-Denis
  - dans la reproduction d'œuvres originales
- dans la maquette, par exemple : 
  - La collection de maquettes monumentales en plâtre exposée au Musée des Monuments français[7].
  - Le château d'eau de Saclay à l'échelle 0,03 pm, exposé au musée du plâtre à Cormeilles-en-Parisis. Architecte Auguste Perret. Maquette en plâtre à modeler dur réalisée en 1979.
  - Le monolithe fracturé, Projet d'André Bloc, 1965. Pavillon du plâtre au CNIT. Collection FRAC Centre.
  - Les cabines hôtelières mobiles 1956-1958, étude de Ionel Schein, collection FRAC Centre
- dans les décors de théâtre, de films[8]
- dans les luxueux paquebots de croisière ( Queen Mary 2)[9].
- dans la réalisation de prototypes industriels[10].

## Fabrication
Le staff est un matériau rigide, composé de plâtre à modeler armé de filasse de sisal, de jute ou de silionne (fibre de verre coupée). La toile maillée de filasse de jute est moins employée. Le chanvre est utilisé pour les maquettes.
Le staff est préfabriqué dans des ateliers spécialisés équipés de dalles en marbre de comblanchien, en granite et plus rarement en verre. Bien qu'ayant l'avantage considérable d'être auto-démoulant, le verre est peu utilisé en raison de sa fragilité dans les ateliers d'architecture. Néanmoins, il sert de moule pour la fabrication des plaques.
Le panneau de stratifié est utilisé occasionnellement en chantier, comme dalle portative.
La mise en œuvre des moulures simples, droites et circulaires, est réalisée à l'aide d'un calibre sur une dalle servant de table de travail. L'exécution consiste à passer plusieurs fois le calibre pendant la prise du plâtre dans le même sens. Un staffeur expérimenté exécute un moule de corniche, de 3 m de long, en un plâtre de finition sur noyau. Cette préforme, appelée noyau, façonnée avant la surface de parement est exécutée en matériau économique et surtout dans le but de rendre acceptable la dilatation du plâtre de finition en le réduisant à environ 4 mm d'épaisseur. La forte dilatation du plâtre rend le traînage irréalisable. (voir le schéma d'un calibre).

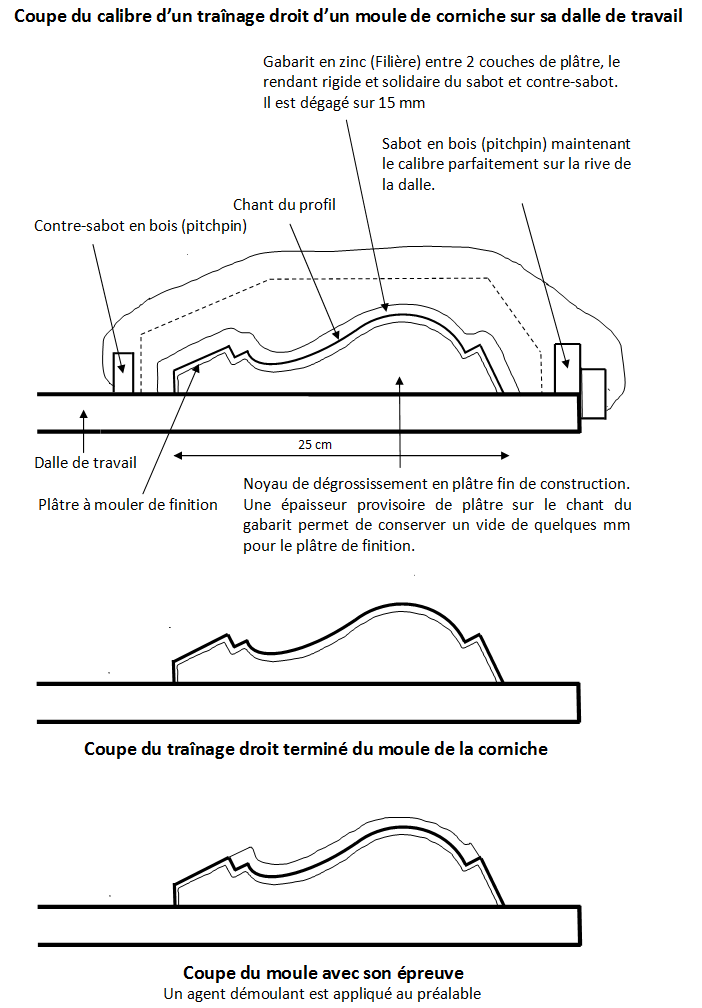
Calibre d'un traînage droit.

Le calibre est mobile pour les traînages droits, circulaires, curvilignes et en balançoire. Il est fixe pour les traînages au tour horizontale, au tour de potier et au tour à la broche. Le tour à la broche est le tour du potier utilisé horizontalement. L'inclinaison est imposée par le profil du traînage. Ils permettent d'effectuer l'épreuve traînée, le modèle ou directement le moule.
Selon la dépouille, le moule traîné comme celui exécuté sur modèle peuvent comporter une ou plusieurs pièces (voir le schéma d'un moule en dépouille et en contre-dépouille).

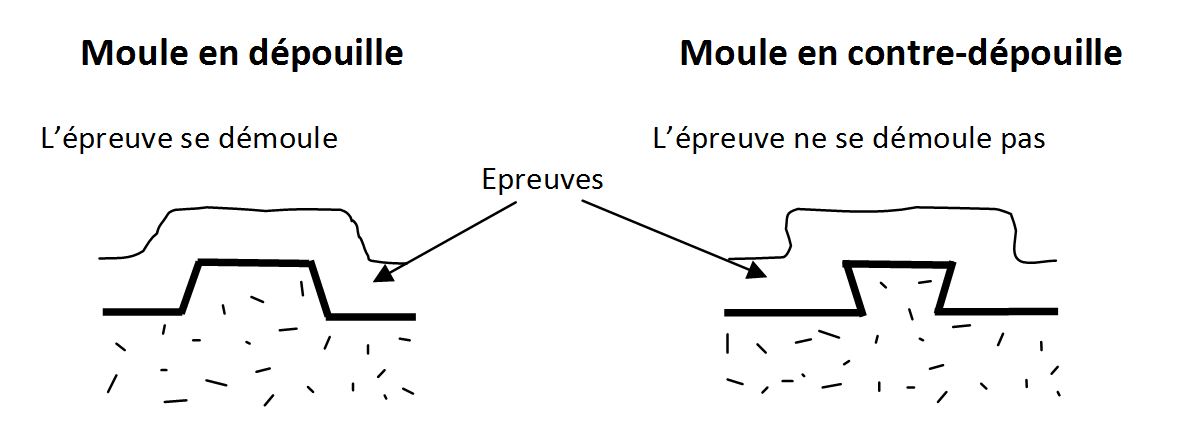
Moule en dépouille et en contre-dépouille.

Un calibre est composé d'une ou plusieurs filières à profilé (gabarits) qui permettent d'extruder le plâtre. La filière est réalisée en zinc de 6/10 d'épaisseur. Le duralumin est utilisé dans les filières de grandes dimensions en raison de sa rigidité, le clinquant de cuivre (fine plaque de cuivre) par l'architecturier pour sa faible épaisseur, le plâtre d'enchâssement pour sa rapidité de façonnage de la filière du noyau de dégrossissage.
L'épreuve est moulée dans des moules en plâtre avec ou sans pièce ou dans des moules souples, à l'intérieur desquels on projette une première gâchée de plâtre, on dépose un matelas léger et aéré de filasse puis une deuxième couche plus fluide de plâtre est projeté. L'ensemble de 15 mm d'épaisseur suit les sinuosités du moule. Éventuellement, l'épreuve est contre-calibrée à l'aide d'un gabarit en contreplaqué, pour régulariser l'épaisseur de l'épreuve.
Dans un moule en plâtre, un démoulant est impératif (savon noir comme bouche pores ou vernis gomme-laque et une barbotine isolante à base de savon noir et d'huile végétale).
L'atelier doit être aéré en permanence pour éviter le désagrément de la barbotine et le farinage (altération du parement de l'épreuve).
Les épreuves armées de silionne (fibre de verre coupé) sont réalisées en une seule gâchée, la fibre de verre étant répartie dans toute l'épaisseur de l'épreuve.
Le démoulage se fait après la prise complète du plâtre (maxi une heure).
Les épreuves sont soigneusement stockées pendant et après le séchage pour éviter toute déformation.
Voir le tableau synoptique de fabrication.

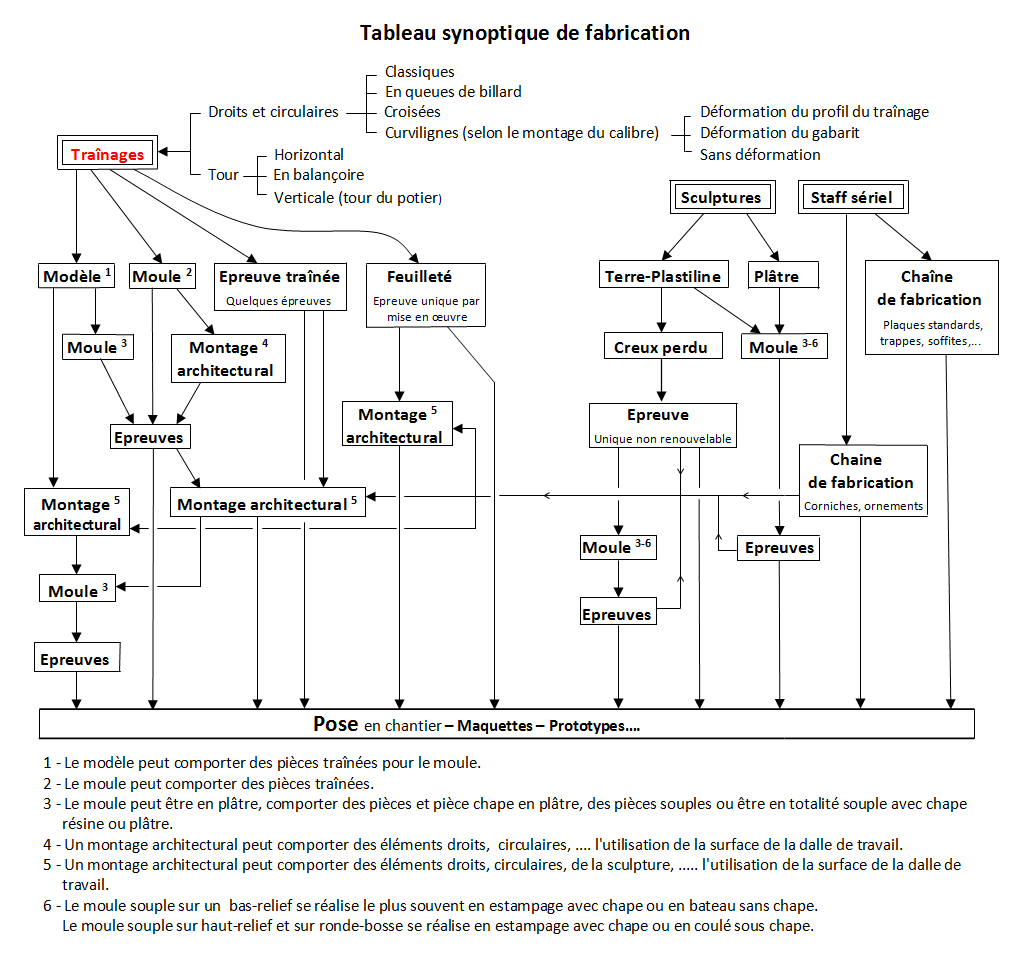
Tableau synoptique de fabrication du staff.

## Pose
Le staff se pose sec dans des lieux abrités des intempéries.
En chantier, les plaques de staff (standard de 80 × 120 cm de 15 mm d'épaisseur pour un poids de 15 kg) et les éléments d'architecture sont positionnés sur un jeu de règles qui les maintiennent pendant le scellement. Ils sont scellés entre eux au plâtre à modeler armé de filasse, puis fixés au gros œuvre par l'intermédiaire de suspentes. Dans certaines situations, le staff peut être collé directement sur le mur et le plafond, comme les corniches et les ornements.
Les scellements terminés, les joints sont bouchés et lissés avec du plâtre à modeler. L'ensemble apparaît d'un seul tenant.

## Formation professionnelle des staffeurs
En France, la formation des staffeurs commence par un CAP. Elle comporte de la recherche technologique, des travaux d'atelier et de pose, du dessin d'art et art appliqué, du dessin technique, de la lecture de plan, du calcul, du français, et de l'histoire de l'art. Le staffeur doit savoir dessiner et connaître les noms des éléments d'architecture avec leurs ornements.
Les spécialisations des staffeurs sont nombreuses : 
- le staffeur ornemaniste fabrique et pose les éléments de staff. Certains ouvriers se spécialisent en pose ou en atelier selon leur capacité à gravir les qualifications et leur préférence. Quelques-uns s'orientent vers le stuc pierre et marbre.
- le staffeur ornemaniste sculpteur fabrique et pose les éléments de staff et réalise des ornements par modelage, de la terre, de la plastiline, de la cire, du plâtre pendant la prise ou taille le plâtre dans la masse.
- le staffeur ornemaniste architecturier est apte à fabriquer et poser les ouvrages les plus complexes.
- le staffeur ornemaniste architecturier sculpteur s'occupe de la fabrication et de la pose des ouvrages les plus complexes. Il sculpte en respectant rigoureusement les caractéristiques des styles. Certains travaux s'apparentent à des œuvres d'art. Les staffeurs architecturiers sont peu nombreux. En France, faute de candidats, le concours pour le titre Meilleur ouvrier de France Architecturier (diplôme niveau III Brevet de technicien supérieur) a été supprimé en 2004[20].

## Évolution
Les élastomères ont remplacé la gélatine, l'estampage à la terre et le moule en plâtre à pièces, pièces clefs et chapes(moule à bon-creux) à partir des années 1970[réf. souhaitée].
Le moule à pièces et pièces clefs est toujours utilisé selon le nombre d'épreuves, la taille, les difficultés d'exécution et le prix de revient.
L'élastomère et le plâtre peuvent être utilisés dans le même moule pour abaisser le prix de revient. La chape  ou la pièce chape est en plâtre ou en résine (moulage au contact). Les élastomères de silicone remplacent les moules en plâtre dans les très grandes séries d'épreuves avec ou sans ornements [réf. nécessaire].
Le moule en plâtre à pièces et pièces clefs est utilisé en céramique pour couler la pâte délayée[source insuffisante].
Les élastomères de silicone sont auto-démoulants et permettent des centaines d'épreuves. Leur bonne élasticité accepte la contre-dépouille.
La silionne (fibre de verre coupée) s'est imposée dans la fabrication des plaques d'une seule gâchée et les moulages en plâtre adjuvanté (staff ultra léger).
Le plâtre adjuvanté après des débuts très artisanaux à la belle époque[réf. nécessaire], est devenu industriel à partir de la fin des années 1980[réf. nécessaire]. Il est particulièrement résistant et dur[réf. nécessaire].
Les premiers plâtres adjuvantés ont été produits par les stucateurs pour durcir le stuc marbre et le stuc pierre[réf. nécessaire].
Les maquettistes (architecturiers) à fin des années 1960 faisaient eux-mêmes le plâtre adjuvanté.  À cette époque, on l'utilisait pour le moulage et la fabrication des pièces circulaires ou droites en épreuves traînées et contre-calibrées, les deux faces de parement étant parfaitement lisses et de faibles épaisseur, de l'ordre de 1 à 3 mm. Les épreuves obtenues étaient d'une grande solidité et acceptaient le perçage, le taraudage, le collage...[réf. nécessaire]
- Le staff ultra léger (5 à 6 mm d'épaisseur au lieu de 15 au minimum) est composé d'un plâtre adjuvanté armé d'un mât ou tissu de verre. Il est apparu à l'échelle industrielle, dans les années 1980[27].

Il a été mis au point pour un usage professionnel par les Anglais[réf. nécessaire].
Il peut se fabriquer au pistolet. Il est plus solide et léger, mais il perd les qualités phoniques, thermiques et coupe-feu du staff traditionnel.[réf. nécessaire]
Les fabricants de plâtres ont une gamme de plâtres extrêmement complète comportant entre autres le plâtre adjuvanté spécial moulage faible épaisseur
Les machines numériques interviennent de plus en plus dans les entreprises. Elles sont indispensables dans certains travaux, comme les gabarits curvilignes.[réf. nécessaire]
Les entreprises spécialisées dans la fabrication en série d'ornements, de colonnes, de chapiteaux, de balustres, etc. ont modernisé leurs méthodes de moulage afin d'améliorer la qualité de leurs produits[réf. souhaitée]. Ceci a donné lieu à plusieurs dépôts de brevets[réf. souhaitée].